# Vals (Szwajcaria)
Vals (rm. Val, gsw. Falsch) – miejscowość i gmina w Szwajcarii, w kantonie Gryzonia, w regionie Surselva. Ośrodek narciarski. Pod względem powierzchni jest największą gminą w regionie. Leży w dolinie Valsertal, znane jest z łaźni termalnych Therme Vals. Znajduje się tutaj źródło wody mineralnej Valser oraz wydobywa się granit z wieloma minerałami dającymi kamieniowi połysk. 1 stycznia 2015 do gminy przyłączono gminę St. Martin.

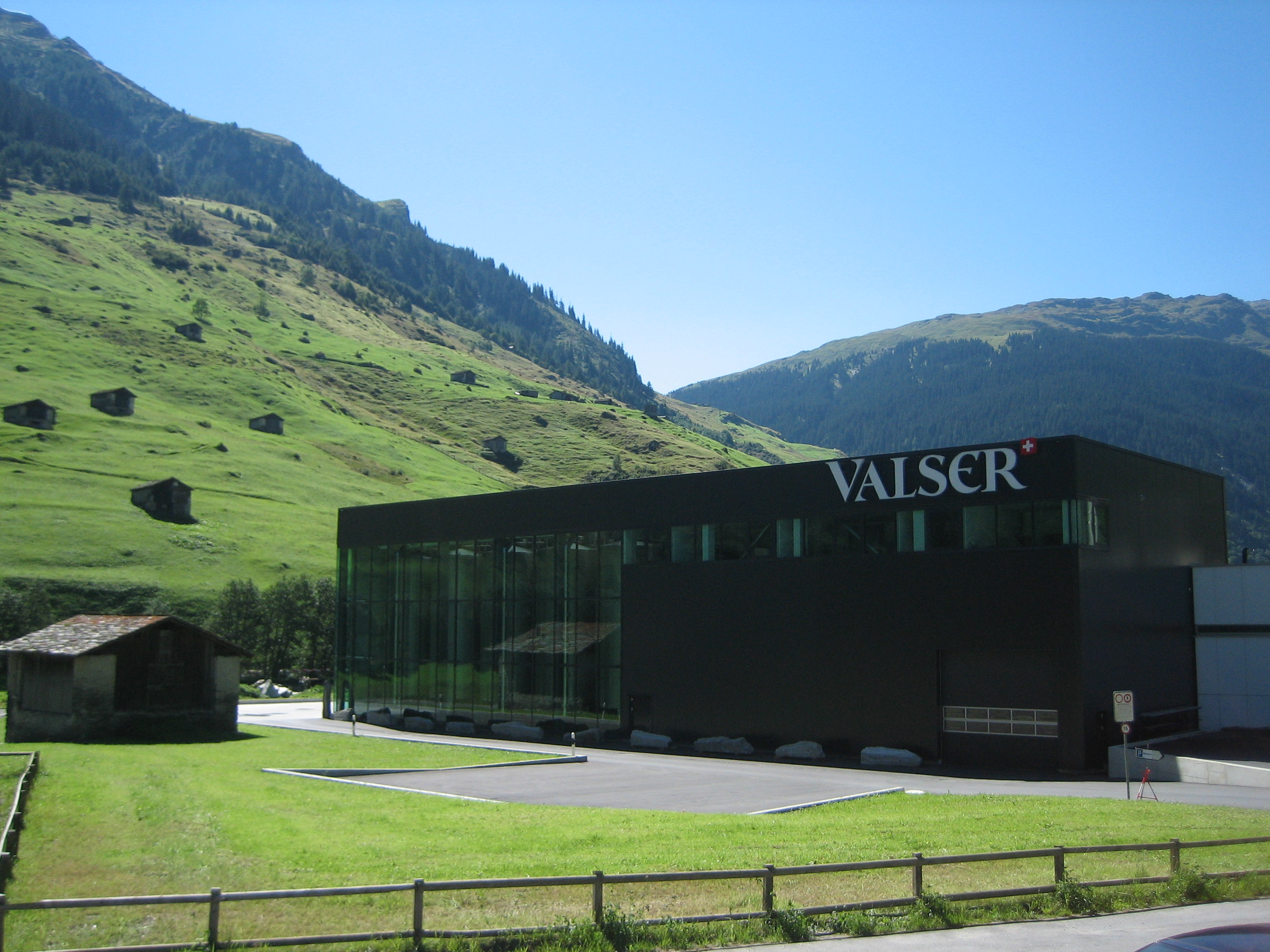
Budynek w Vals

## Historia
Rodowici mieszkańcy Vals byli wygnani z kantonu Valais na południowym zachodzie Szwajcarii. Osiedlili się na końcu doliny, ponieważ to było jedyne miejsce, które lokalna społeczność mogła im przekazać. Mieszkańcy zaszczepili styl budowy domów z Valais, w którym używano więcej drewna niż kamienia oraz cechował go trójkątny dach.

## Demografia
W Vals mieszkają 1 252 osoby. W 2020 roku 19,9% populacji gminy stanowiły osoby urodzone poza Szwajcarią.

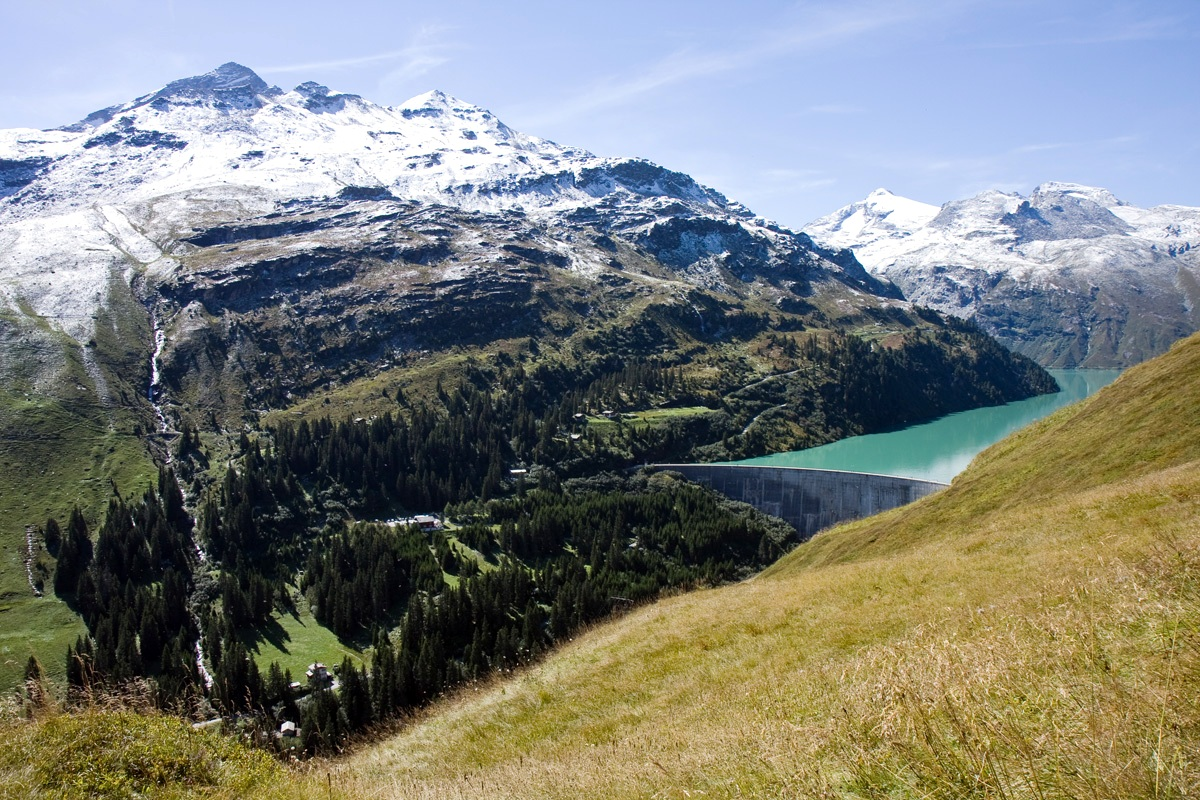
Jezioro Zervreilasee

Zervreilasee jest zbiornikiem wodnym w dolinie, uformowanym na skutek budowy tamy na Renie w Vals.